# Angelfish
Angelfish – szkocki zespół rockowy, którego skład stanowili częściowo muzycy zespołu Goodbye Mr. Mackenzie.
Zespół działał dwa lata, nagrał jeden album oraz dwa teledyski. Klip wideo do utworu "Suffocate Me" został wyemitowany w programie MTV 120 minutes. Steve Marker, muzyk i producent muzyczny po obejrzeniu teledysku w MTV postanowił zaproponować wokalistce zespołu, Shirley Manson dołączenie do formowanego zespołu Garbage.

## Dyskografia

### Albumy
- Angelfish (1994)

### Single
- Suffocate Me (1993)
- Heartbreak To Hate (1994)